# 妮科尔·佩恩 (水球运动员)
妮科尔·佩恩（英語：Nicolle Payne，1976年7月15日—），美国女子水球运动员。她曾代表美国国家队参加2000年和2004年夏季奥林匹克运动会水球比赛，获得一枚银牌和一枚铜牌。